# 소노다 스나오
소노다 스나오(일본어: 園田 直, 1913년 12월 11일 ~ 1984년 4월 2일)는 일본의 정치인 가문이자, 정치인이다. 중의원 의원, 내각관방장관, 외무대신, 후생대신 등을 역임하였으며, 남동생 소노다 미키오(園田幹男)는 육군 소령, 장남 소노다 히로유키(園田博之)는 내각관방 부장관, 중의원을 지냈다.

## 생애
소노다는 1913년 구마모토현 아사쿠사군에서 현의회 의원의 장남으로 태어났다. 부모의 지망에 따라 오사카 치과 의학 전문 학교(지금의 오사카 치과 대학)에 입학했으나, 학업엔 열의를 보이지 않은 채 징병으로 중퇴하였다. 1935년, 현역으로 육군 보병 제13연대에 입대, 간부 후보생으로 발탁되었다. 이후 고향에서 소학교 조교로 채용되었다가, 만주로 건너가 1937년 봄 본계호 매철공사(本渓湖煤鉄公司)에 입사하였다. 중일전쟁이 발발하자 예비역 육군 소위로 임관, 제13연대에 재입대하여 화중(華中) 방면 출정 후 독립 혼성 제11여단 참모부부로 옮겼으며, 1940년 중위로 진급했다. 1943년, 대위로 진급하여 공수부대 정진(挺進) 제1연대에 배속되었고, 마리아나 제도의 검호 작전(剣号作戦)에 부대 지휘관으로 참가, 1945년 8월 지토세 비행장에서 가미카제 특공에 동원될 예정이었으나, 종전으로 소집이 해제되었다.
1947년, 제23회 중의원 의원 총선거에서 처음으로 당선, 이후 통산 15회 연임했고 민주당 야당파로서 기타무라 도쿠타로(北村徳太郎), 나카소네 야스히로 등과 행동을 같이하였다. 동향 구마모토 출신의 오아사 타다오(大麻唯男)에게 사숙, 개진당과 일본 민주당을 거쳐서 자유민주당 창당 후 고노 이치로(河野一郞)를 보필하였고, 하토야마 내각에서 외무 정무차관으로 재직했다. 이케다 하야토, 사토 에이사쿠로 이어진 보수 본류 정권하에선 소외를 면치 못했지만, 1965년부터 중의원 부의장으로 건국 기념일 제정에 진력한데다, 정계 입문 이래 장기간 각료직 경험이 전무하다는 점이 참작된 가운데 1967년, 제2차 사토 제1차 개조내각에 후생대신으로 기용되어 입각했다. 현직 후생대신으로선 처음으로 미나마타시를 직접 방문해 미나마타병의 피해자들에게 사죄했으며, 미나마타 병을 공해로 인정하였다.
1968년, 모리 기요시(森淸)가 죽은 뒤 모리파인 춘추회(春秋會) 회장에 취임해 소노다파(園田派)를 이끌었다. 이 무렵부터 후쿠다 다케오를 전면 지지, 1972년 각복전쟁(角福戦争)의 자민당 총재 경선에서 후쿠다를 지원했다. 총재 선거 후, 소노다파를 해산하여 후쿠다파에 들어가 회장 대행을 지냈다. 1976년, 반(反) 미키(三木) 연합에 의한 그룹 거당협(挙党協)의 후쿠다파 대표로 미키 끌어내리기(三木おろし)의 최전선에 섰으며, 그 활약이 있어서 후쿠다 내각에선 염원이었던 내각관방장관으로 취임했다. 그러나 종래 후쿠다파 요인들과 관계가 원만치 못했을 뿐만 아니라, 해당 파벌의 '프린스' 아베 신타로의 관방장관 취임은 빠질 수 없어 방계인 소노다는 개조 내각에서 외무대신으로 사실상 좌천당했다. 소노다 본인은 관방장관 유임을 희망했기 때문에 결국 이 사건으로 후쿠다에 대한 충성심이 줄어들어 갔다.
적극적인 대중(對中)관계 개선론자였던 소노다는 외무대신으로서 1978년, 중일평화우호조약을 체결해 중일 양국간의 공식적인 전쟁 상태를 완전히 종결지었고, 세계 각지를 순방해 전방위 외교를 전개하는데 주력했다. 제1차 오히라 내각에서도 외상으로 유임되었으며, 1979년의 40일 항쟁에선 후쿠다가 아닌 오히라 마사요시에게 수상 지명전 투표를 던짐으로써 후쿠다파에서 제명당한 채 무파벌로 남게 되었다. 1980년, 제2차 오일 쇼크와 소련의 아프가니스탄 침공 후 일본 정부의 입장을 설명하는 외무성 특사로 중동과 인도에 파견되었고, 스즈키 내각에서 다시 후생상으로 입각하였다. 이듬해 미일 동맹에 관한 해석 불일치로 사임한 이토 마사요시의 후임으로 재차 외무대신을 맡으면서 대한(對韓) 경협 교섭에 강경한 자세로 임했다. 1984년, 당뇨병 악화에 따른 급성 신부전으로 70세의 나이로 사망하였다.

## 역대 선거 기록
|  | 12.3% |

|  | 12.6% |

|  | 12.2% |

|  | 14.5% |

|  | 13.2% |

|  | 13.8% |

|  | 18.5% |

|  | 19.5% |

|  | 22.7% |

|  | 28.5% |

|  | 13.7% |

|  | 15.3% |

|  | 20.1% |

|  | 21.6% |

|  | 17.3% |

## 같이 보기
- 중일평화우호조약
- 위키미디어 공용에 소노다 스나오 관련 미디어 분류가 있습니다.

| 전임 보 히데오 | 제45대 후생대신 1967년 11월 25일~1968년 11월 30일 | 후임 사이토 노보루 |

| 전임 이데 이치타로 | 제39대 내각관방장관 1976년 12월 24일~1977년 11월 28일 | 후임 아베 신타로 |

| 전임 하토야마 이이치로 | 제101·102대 외무대신 1977년 11월 28일~1979년 11월 8일 | 후임 오키타 사부로 |

| 전임 사이토 구니키치 | 제59대 후생대신 1980년 9월 19일~1981년 5월 18일 | 후임 무라야마 다쓰오 |

| 전임 이토 마사요시 | 제105대 외무대신 1981년 5월 18일~1981년 11월 30일 | 후임 사쿠라우치 요시오 |